# Bedford (New York)
Bedford ist eine Stadt im Westchester County des US-Bundesstaates New York. Bei der letzten US-Volkszählung im Jahre 2010 hatte die Stadt 17.335 Einwohner.
Die Stadt befindet sich im Nordosten des Westchester Countys und besteht zusätzlich aus den Ortsteilen Bedford Hills, Bedford (Hamlet), Katonah und Bedford Corners. 

## Geschichte
Die Stadt Bedford wurde am 23. Dezember 1680 gegründet als 22 Puritaner aus Stamford (Connecticut) ein drei Quadratmeilen großes Landstück von den dort ansässigen amerikanischen Ureinwohnern, unter anderem vom Katonah Stamm, im Tausch gegen Kleidung, Decken, Mänteln und Wampum erwarben. 
Im Jahr 1697 fiel Bedford, aufgrund eines Patents, an Connecticut. Erst im Jahr 1700 gelang Bedford zu New York, nachdem der König von England Wilhelm III. dies durch königlichen Erlass veranlasste. 
Bevor Bedford im Juli 1779 von britischen Truppen während des Amerikanischen Unabhängigkeitskriegs niedergebrannt wurde, diente die Stadt als County Seat von Westchester County. Nach der Amerikanischen Revolution teilte sich Bedford diesen Titel mit White Plains, wobei dieser Status bis zum Jahr 1870 zwischen den beiden Städten hin und her wechselte und dann letztendlich dauerhaft an White Plains fiel, welches den Status als County Seat bis heute innehält. 
In den letzten Jahrzehnten wurde Bedford vor allem als Wohnort zahlreicher Prominenter bekannt, zu welchen unter anderen Donald Trump, Melania Trump, Bruce Willis, George Soros, Martha Stewart, Ralph Lauren, Felicity Huffman, Nicola Pelz, Kate Mara, Blake Lively, Robert F. Kennedy Jr., Richard Gere, Michael Douglas, Catherine Zeta-Jones, Lasse Hallström, Lena Olin, Glenn Close, Brendan Fraser, Mariah Carey, Bea Arthur und Chevy Chase zählten.

## Söhne und Töchter der Stadt
- Marshall Lefferts (1821–1876), Ingenieur und Oberst während des amerikanischen Bürgerkrieges
- William H. Robertson (1823–1898), Jurist und Politiker, Vertreter von New York im US-Repräsentantenhaus
- Felicity Huffman (* 1962), Schauspielerin
- Kate Mara (* 1983), Schauspielerin
- Rooney Mara (* 1985), Schauspielerin
- Trevor Zegras (* 2001), Eishockeyspieler